# Urocystis trollii
Urocystis trollii är en svampart som beskrevs av Nannf. 1959. Urocystis trollii ingår i släktet Urocystis och familjen Urocystidaceae.   Inga underarter finns listade i Catalogue of Life.